# Pierre Desvignes

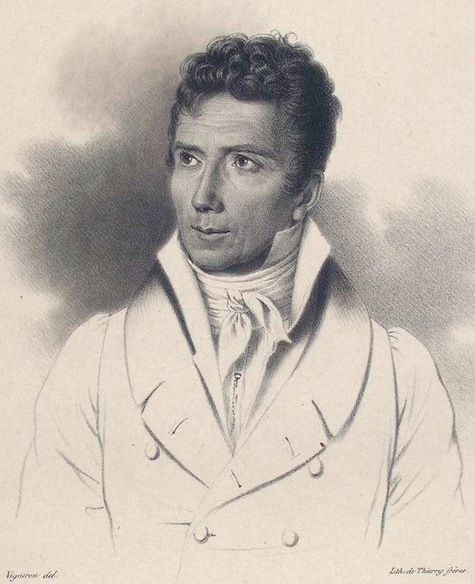
Pierre Desvignes nach Pierre-Roch Vigneron (19. Jahrhundert)

Pierre Desvignes (* 27. September 1764 in Velars-sur-Ouche; † 27. Januar 1827 in Paris), mit vollem Namen Pierre Louis Augustin Desvignes war ein französischer Komponist und Kirchenmusiker.

## Biographie
Er war der Sohn von Jacques Desvignes und Anne Dambrun, die Landwirte und Markthändler waren. Als er sechs Jahre alt war, wurde er von seiner Tante, Denise Dambrung, die Haushälterin eines Stiftsherren an der Kathedrale von Dijon Saint-Etienne war, in den Knabenchor vermittelt. Von 1870 bis 1883 sang er im Knabenchor und wurde dort auch am Cello ausgebildet. Er war Schüler von 
Jean-François Lesueur. Seine Ausbildung schloss er 1780 mit der Komposition einer Messe in d-Moll ab. 
Von 1783 bis 1786 fungierte Desvignes als Musikmeister an der Kathedrale Notre Damein Évreux, als Nachfolger von Marie Urbain Louis Cordonnier. 1786 wurde er Musikmeister der Kathedrale von Chartres. 1789 vernachlässigte er seinen Dienst als Psalmenmeister und wurde deshalb für diesen Bereich von Michel Delalande ersetzt. 1790 wurde er zusätzlich zum Stiftsherren von St. Piat ernannt. In dieser Funktion beurkundete er einige Ehen der in seinem Orchester spielenden Musiker. 1793 beendet Desvignes seinen Dienst in Chartres. 
Die Umbrüche der Französischen Revolution und damit einhergehenden Entmachtung und Enteignung der Kirche brachten ihn nach Paris, wo er auch die Sicherheitskarte erhielt. Dort spielte er bis 1802 als Musiker (wahrscheinlich Cello) im Stadttheater. Zwischen 1795 und 1801 lehrte er überdies Musiktheorie am neu gegründeten Conservatoire de Paris. Diese Stellung verlor Desvignes aufgrund eines Streits zwischen dem Direktor Sarrette und seinem Förderer Jean-François Lesueur.
Von 1802 bis zu seinem Tod war er 1827 Kantor von Notre Dame. Weiterhin bekleidete er ab 1811 das Amt des stellvertretenden Kapellmeister des kaiserlichen Kapelle von Napoleon I. In den Jahren 1813 und 1814 beschwerte er sich mehrfach beim Ministerium für religiöse Angelegenheiten über Alexandre-Étienne Choron, der mit der Reorganisation der Kirchenmusik betraut war. Desvignes wurde 1820 auf Empfehlung von Lesueur als nicht ortsansässiges Mitglied in der Académie des Sciences, Arts et Belles-Lettres de Dijon aufgenommen.
Desvignes Werk war vielfältig. So komponierte er vier komische Opern, zwei ernste Opern, elf Messen, fünfundneuzig Motetten, elf Psalme und vier Kantaten, sowie zwei Übungsstücke.

## Werke (Auswahl)
- L’épouvantail ou La féérie de village, komische Oper
- Les sorciers de village, komische Oper
- L’amant, frère et rival, komische Oper,
- Amour et jeunesse ou le sous-lieutenant de dragons, komische Oper
- Sigismond 3 à Cracovie, Oper
- Sophronie ou La liberté des cultes, Oper
- Ad Dominum cum tribularer, Motette
- Aperite portas : antienne, Motette
- Applicabuntur gentes, Motette
- Ascendit Deus, Motette
- Cantate en l’honneur de Napoléon 1er., Kantate
- Chant pour l’inauguration de la nouvelle salle de madame De Bré, Kantate
- Ode sacrée, Kantate
- Scène dialoguée, Kantate